# Dysdera brignoliana
Dysdera brignoliana este o specie de păianjeni din genul Dysdera, familia Dysderidae, descrisă de Gasparo în anul 2000.
Este endemică în Italia. Conform Catalogue of Life specia Dysdera brignoliana nu are subspecii cunoscute.